# Merzig
Merzig – miasto powiatowe w zachodnich Niemczech, w kraju związkowym Saara, siedziba powiatu Merzig-Wadern. Siódme co do wielkości miasto w kraju związkowym Saara, położone nad rzeką Saara. Miasto zamieszkuje 30 355 mieszkańców w 17 dzielnicach (2010).

## Położenie
Merzig położone jest ok. 40 km na południowy wschód od Luksemburga, ok. 35 km na północny zachód od Saarbrücken i ok. 44 km na południe od Trewiru w dolinie Saary. Niecka, w której położone jest Merzig, rozciąga się na obszarze 108 km² po obu stronach doliny. Centrum miasta leży na wysokości 175 m n.p.m., natomiast wzgórza w obrębie granic miasta osiągają wysokość do 417 m n.p.m. Na terenie miasta znajduje się 3108 ha lasów oraz 60 ha parków i miejsc rekreacyjnych, czyli ok. 30% powierzchni miasta to lasy i tereny zielone, dzięki którym Merzig nosi przydomek „zielonego miasta”.

## Klimat

Klimatogram (suma opadów)

Średnia suma opadów dla miasta wynosi 882 mm. Najmniej opadów przypada na sierpień, najwięcej zaś na listopad.

## Dzielnice
W skład miasta wchodzi 17 dzielnic:
Ballern, Besseringen, Bietzen, Brotdorf, Büdingen, Fitten, Harlingen, Hilbringen, Mechern, Menningen, Merchingen, Merzig, Mondorf, Schwemlingen, Silwingen, Weiler, Wellingen.

## Historia
| 369  | Martiaticum        |
| 870  | Martia             |
| 1338 | Mertzige           |
| 1478 | Mertzych           |
| 1497 | Mertzig            |
| 1499 | Mertzigh, Mertzych |

Najstarsze wzmianki o Merzig znajdują się w rozporządzeniach cesarza Walentyniana I z 4 czerwca 369. Karol II Łysy podarował ziemie Merzig w 869 biskupowi Trewiru Bertholdowi.

### Żydzi w Merzig
Do 1938/1940 w Merzig istniała gmina żydowska, która powstała w XVII wieku. W XIX w. Żydzi stanowili około 6% społeczeństwa (w 1846 – 223 osób). Wybudowana w 1842 synagoga została zniszczona podczas kryształowej nocy (9-10 listopada 1938). Podczas nalotu w 1944 budynek został całkowicie zburzony.

## Zabytki
- kościół św. Piotra (St. Peter), późnoromańska bazylika wybudowana między 1190 a 1230, z barokową plebanią. Jedyny zachowany romański kościół w Saarze. Gotycki krzyż pokutny z XIV w. malowidła w stylu nazareńskim
- stary ratusz, późnorenesansowy zamek elektorów Rzeszy, wybudowany w 1647-1649,
- wiele barokowych budynków takich jak Halfenhaus, Staadt-Marxsches Bürgerhaus, Zehnt-Haus (wszystkie z XVIII w.)
- kaplice: m.in. Marienkapelle, Heilig-Kreuz-Kapelle, Kreuzbergkapelle, Josefskapelle, Harlinger Kapelle
- pałac Fellenberg, muzeum
- Muzeum Wernera Freunda (Expeditionsmuseum Werner Freund)
- muzealna linia kolejowa do Losheim am See
- park miejski
- ogrody Garten der Sinne
- klasztor św. Gangolfa (St. Gangolf)

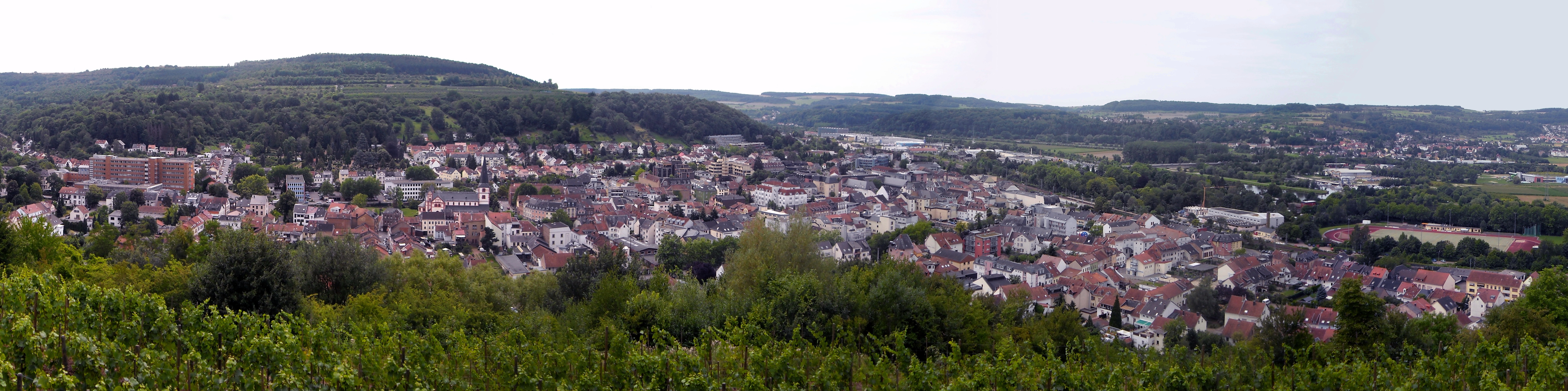
Panorama miasta z widokiem na południowy zachód

## Polityka
Prezydenci
- 1954-1974: Gerd Caspar, FDP
- 1974-1994: Walter Anton, CDU
- od 1994: Alfons Lauer

Rada miasta
|      | CDU | SPD | MWG | Razem     |
| 2004 | 24  | 21  | 3   | 35 miejsc |

## Gospodarka
W mieście znajdują się siedziby:
- Villeroy & Boch – przedsiębiorstwo produkujące ceramikę z ponad 100-letnim doświadczeniem
- Kohlpharma – największe niemieckie przedsiębiorstwo zajmujące się importem medykamentów
- Carlsson Autotechnik GmbH – tuning samochodów Mercedes-Benz
- Merziger Fruchtgetränke GmbH – producent soków owocowych

## Transport
Merzig leży przy autostradzie A8 (Perl – Stuttgart) oraz drodze krajowej B51 (Brema – Sarreguemines). Dzięki temu miasto ma dogodne połączenia drogowe z Luksemburgiem i Francją.
Przez Merzig przebiega również linia kolejowa Saarstrecke (Saarbrücken – Trewir), od której odbiega muzealna Merzig-Büschfelder Eisenbahn (Merzig – Losheim am See).
Na terenie miasta znajdują się następujące stacje i przystanki kolejowe:
- Besseringen
- Merzig (Saar)
- Merzig (Saar) Stadtmitte
- Merzig-Ost
- Merzig-Brotdorf

W pobliżu znajduje się nieużywany Silwinger Tunnel.

## Osoby urodzone w Merzig
- Gustav Regler (ur. 25 maja 1898, zm. 14 stycznia 1963), pisarz i dziennikarz
- Matthias Lackas (ur. 28 listopada 1905, zm. 29 maja 1968), wydawca
- Edith Ennen (ur. 28 października 1907, zm. 29 czerwca 1999), historyczka, archiwistka, profesor na uniwersytecie w Bonn i Saarbrücken
- Franz Josef Röder (ur. 22 lipca 1909, zm. 26 czerwca 1979), polityk (CDU), poseł, premier Saary (w latach 1959-1979)
- Roman Schnur (ur. 21 października 1927, zm. 5 sierpnia 1996), prawnik, profesor na uniwersytecie w Tybindze
- Ottmar Schreiner (ur. 21 lutego 1946), polityk (SPD), poseł
- Jürgen Schreier (ur. 1 kwietnia 1948), polityk (CDU), minister kultury i oświaty Saary w latach 1999-2007
- Benjamin Becker (ur. 16 czerwca 1981 w Merzig) – niemiecki tenisista, reprezentant kraju w Pucharze Davisa
- Kevin Trapp (ur. 8 lipca 1990 w Merzig) – niemiecki piłkarz, grający na pozycji bramkarza w Paris Saint-Germain

## Współpraca międzynarodowa
Miejscowości partnerskie:
- Brandenburgia: Luckau
- Francja: Saint-Médard-en-Jalles od 1986

## Galeria

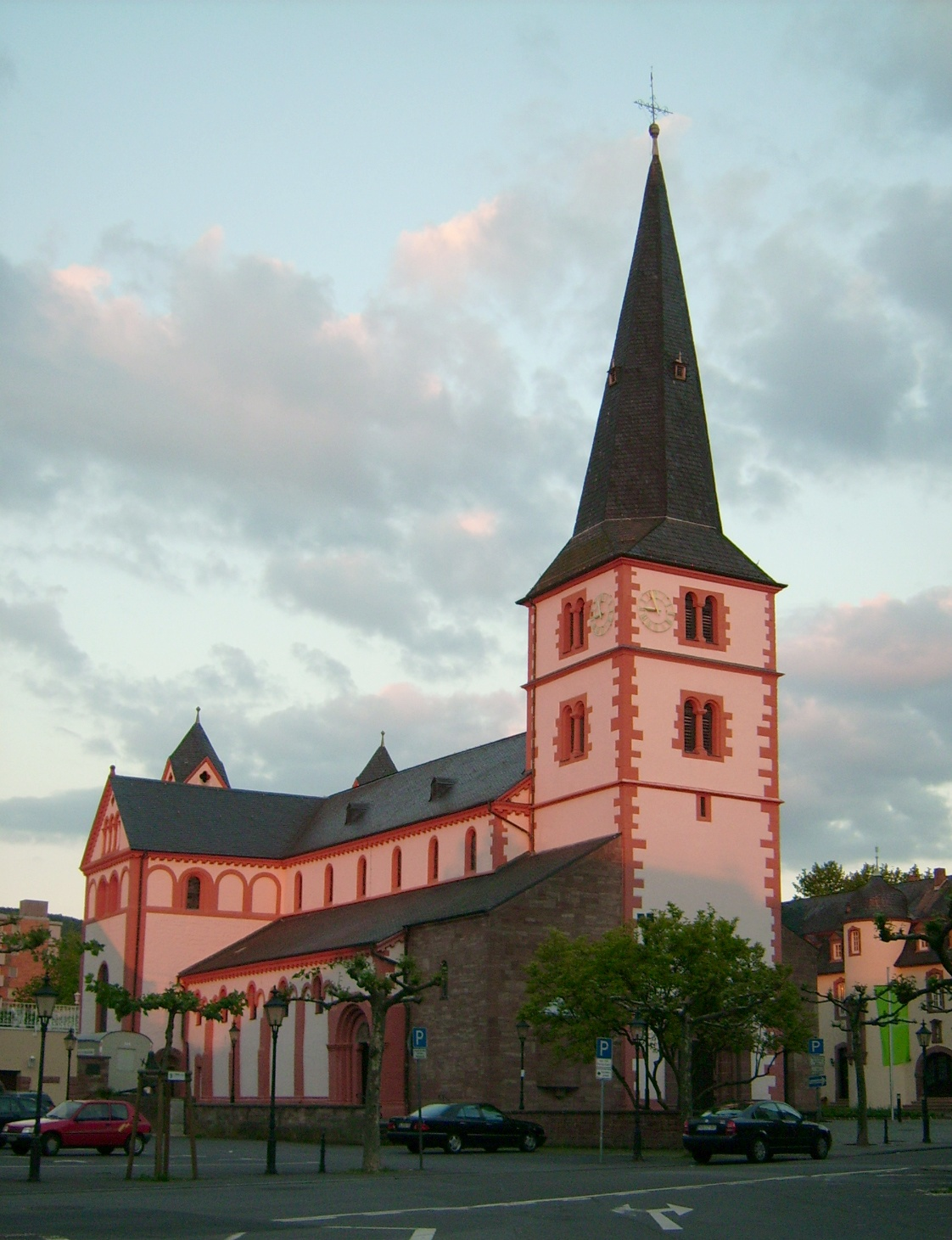
Kościół św. Piotra (St. Peter)
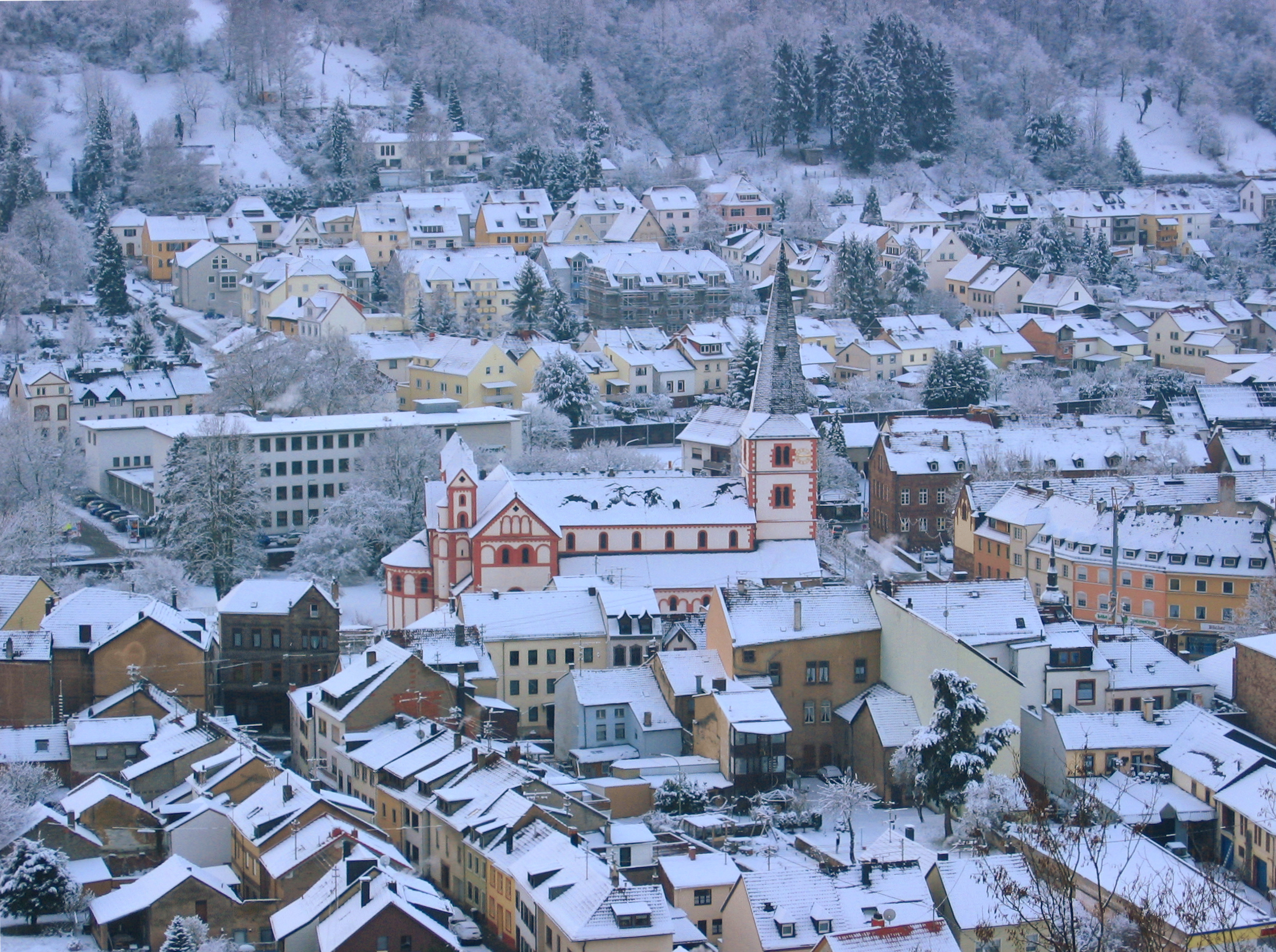
Kościół św. Piotra (St. Peter)
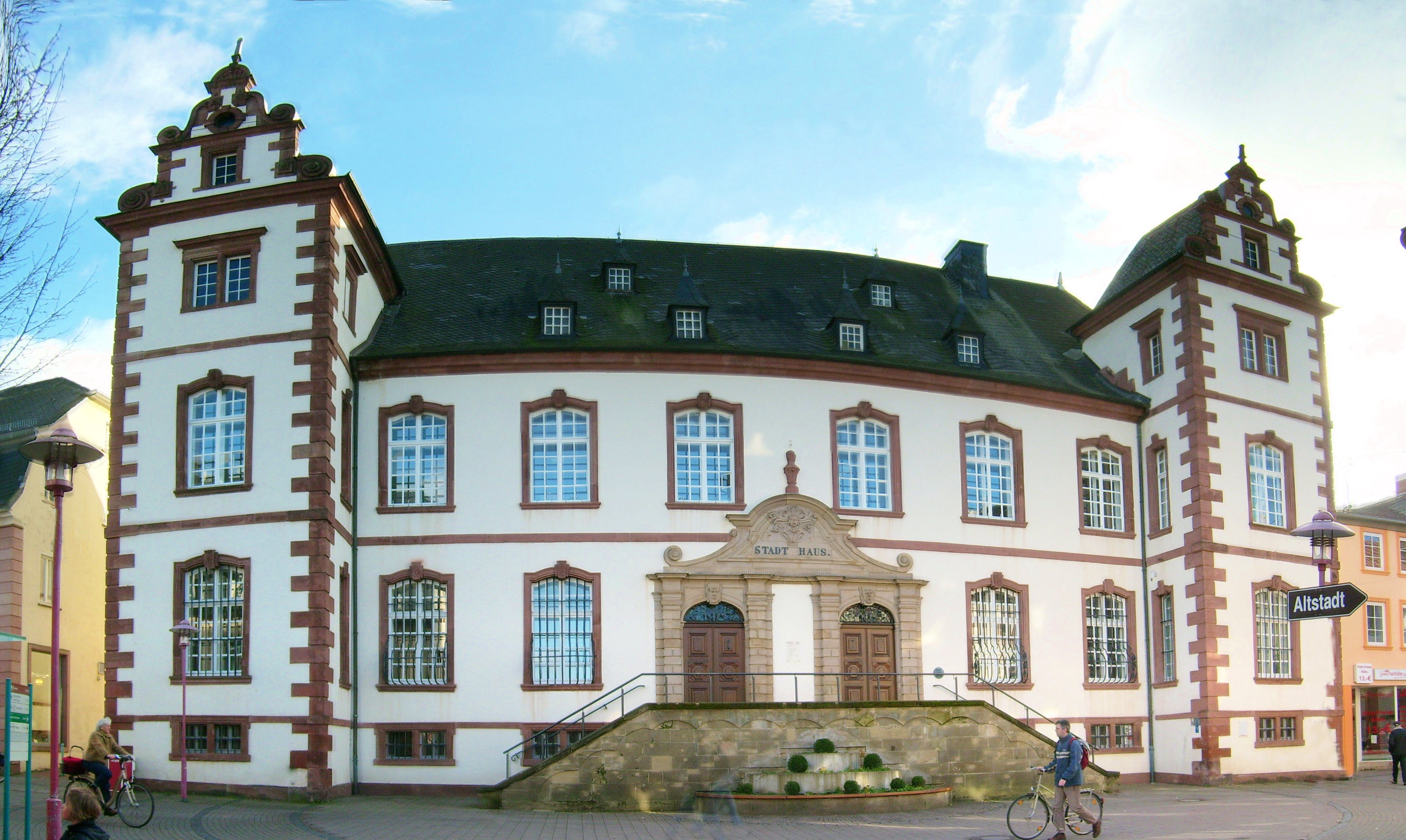
Ratusz
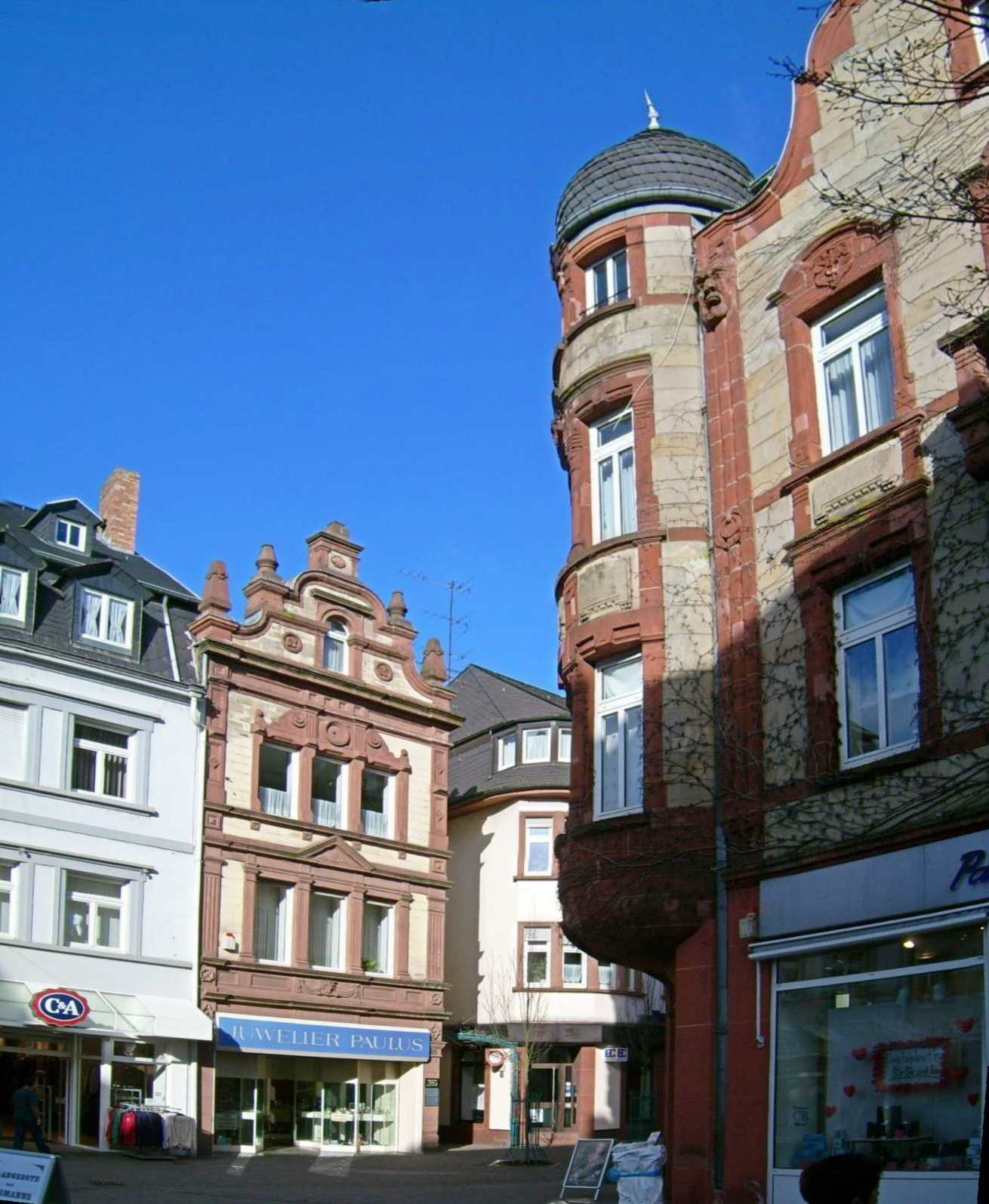
Stare Miasto